# Ulf Gad
Ulf Gad, född 9 mars 1927 i Uppsala, död 21 december 2015, var en svensk jurist.
Gad avlade reservofficersexamen 1949. Han avlade juris kandidatexamen vid Uppsala universitet 1953 och genomgick tingsmeritering 1953–1955 samt utnämndes till fiskal i Göta hovrätt 1956. Han var tillförordnad borgmästare i Västerviks stad 1958–1959, blev assessor i Göta hovrätt 1963, var sekreterare för hyreslagstiftningssakkunniga 1964–1966, sakkunnig i Justitiedepartementet 1966–1968 samt hyresråd och chef i arrende- och hyresnämnderna i Göteborgs och Bohus län, Hallands län och Älvsborgs län 1968–1975.
Gad blev hovrättslagman i Svea hovrätt 1975 och var Bostadsdomstolens ordförande 1975–1983. Han var justitieråd (ledamot i Högsta domstolen) 1983–1987 och 1988–1994 samt var lagman i Södra Roslags tingsrätt 1987. Han satt i styrelsen för Sveriges Domareförbund 1971–1979 och var ordförande i hyresprocesskommittén 1973, bostadsförvaltningsutredningen 1974 och bostadsrättskommittén 1983.